# Gino Rossetti
Gino Rosetti, comunemente noto come Rossetti (La Spezia, 7 novembre 1904 – Torino, 15 maggio 1992), è stato un calciatore e allenatore di calcio italiano, di ruolo attaccante. Con 144 gol totali con la maglia del Torino si trova al 3º posto della classifica dei marcatori del club torinese.
È ricordato come giocatore del Trio delle meraviglie, l'attacco del Torino degli anni venti del ventesimo secolo che portò i granata alla vittoria del loro primo scudetto.
Era conosciuto anche come Rossetti II per distinguerlo dal fratello Giuseppe.

## Biografia
Il suo vero nome era Gino Rosetti, ma per un errore dell'anagrafe del comune della Spezia fu aggiunta una "s" al suo cognome. Nel 1931 il calciatore ottenne la rettifica del cognome, che tornò a essere quello paterno; nonostante ciò, per tutta la carriera continuò a essere chiamato Rossetti.
È morto nel maggio 1992 (venerdì 15 secondo l'annuncio funebre della famiglia e l'Ufficio Stato Civile di La Spezia, sabato 16 secondo la maggioranza delle fonti) all'età di 87 anni, a causa di un cancro all'intestino. I necrologi pubblicati in suo onore sul quotidiano La Stampa lo citano come "Rosetti, detto Rossetti", e "Rosetti" è appunto il cognome scritto nella targhetta della sua tomba al Cimitero Parco di Torino.

## Carriera

### Giocatore

#### Club

Baloncieri, Libonatti e Rossetti formavano il trio delle meraviglie

##### Spezia
Centrocampista sinistro, esordì alla età di quindici anni nel campionato 1919-1920 con la maglia del Virtus Spezia, dopo una stagione passò a giocare con lo Spezia, squadra che militava in II Divisione; nel campionato 1923-1924 rimase coinvolto nella sfida casalinga, alla penultima giornata, contro il Torino decisa da un suo gol: la partita fu sospesa più volte dall'arbitro per problemi creati dal pubblico. Il Torino fece, allora, reclamo per ottenere il successo a tavolino nel match contro lo Spezia per le intemperanze della tifoseria avversaria, e conseguentemente il primo posto nel girone a spese del Bologna:la Presidenza Federale, comunque, respinse il 17 maggio la richiesta dei piemontesi, confermando i risultati del campo.

##### Torino
Passato al Torino, contribuì alla conquista dello scudetto 1926-1927 (poi revocato) e 1927-1928, segnando 19 reti (17 nel girone B e 2 nel girone finale) nella prima stagione e 23 (14 nel girone A e 9 nel girone finale) nella seconda. Con Adolfo Baloncieri e Julio Libonatti formò il trio delle meraviglie, punto di forza del poderoso attacco del Torino di quegli anni: nel campionato 1928-1929, perso contro il Bologna, la squadra segnò 117 reti in 33 partite (115 nelle 30 gare della prima fase e 2 nelle 3 gare di finale per l'assegnazione del titolo). Rossetti chiuse il campionato segnando 36 gol in 30 partite.
Restò a Torino fino al 1933, giocando 212 partite di campionato e segnando 134 gol.

##### Napoli e ritorno al Torino
Nel 1933 passò al Napoli e nel 1937-1938 tornò al Torino, disputando con i granata altre 7 partite e segnando 1 gol.
In tutti i tornei con la maglia del Torino collezionò 144 gol, grazie ai quali si trova al 3º posto della classifica dei marcatori del club torinese.

##### Fine carriera
Nel 1938-1939 passò allo Spezia, in Serie B, dove fu capitano ed allenatore in campo. A fine stagione passa al Macerata dove nel campionato di Serie C 1939-1940, trovò una seconda giovinezza (chiuse il campionato con 22 centri), e con il ruolo di allenatore-giocatore, portò i biancorossi in Serie B per la prima volta. Sempre nella stessa stagione guidò i marchigiani fino agli ottavi di Coppa Italia 1939-1940 dove vennero sconfitti dalla S.S.Lazio.

#### Nazionale
In Nazionale, con la quale aveva esordito a Ginevra il 30 gennaio 1927 in Svizzera-Italia (1-5), collezionò 13 presenze segnando 9 reti e vincendo la medaglia di bronzo ai Giochi olimpici di Amsterdam, nel 1928.

### Allenatore
Cominciò come allenatore-giocatore nello Spezia in Serie B nel 1938-1939 e poi guidò, sempre come allenatore-giocatore, la Macerata nel 1939-1940 (in Serie C) e 1940-1941 (in Serie B).
Ebbe poi una parentesi in Serie C nella Ternana (chiamata all'epoca Polisportiva Mario Umberto Borzacchini) durante la stagione agonistica 1942-1943, squadra con la quale riuscì a raggiungere i play-off, poi persi a vantaggio della Varese e la Salernitana. Durante la stagione agonistica 1945-1946 allenò l'U.R.S. La Chivasso in Seconda Divisione vincendo il campionato e la Coppa Regionale Federale di Torino.. Nel dopoguerra allenò il Casale per due stagioni non consecutive (1948-1949 e 1951-1952).

## Statistiche

### Presenze e reti nei club
| Stagione          | Squadra           | Campionato        | Campionato | Campionato | Coppe nazionali | Coppe nazionali | Coppe nazionali | Coppe continentali | Coppe continentali | Coppe continentali | Altre coppe | Altre coppe | Altre coppe | Totale | Totale |
| Stagione          | Squadra           | Comp              | Pres       | Reti       | Comp            | Pres            | Reti            | Comp               | Pres               | Reti               | Comp        | Pres        | Reti        | Pres   | Reti   |
| ----------------- | ----------------- | ----------------- | ---------- | ---------- | --------------- | --------------- | --------------- | ------------------ | ------------------ | ------------------ | ----------- | ----------- | ----------- | ------ | ------ |
| 1921-1922         | Spezia            | PD                | 20         | 5          | -               | -               | -               | -                  | -                  | -                  | -           | -           | -           | 20     | 5      |
| 1922-1923         | Spezia            | PD                | 26         | 6          | -               | -               | -               | -                  | -                  | -                  | -           | -           | -           | 26     | 6      |
| 1923-1924         | Spezia            | PD                | 21         | 2          | -               | -               | -               | -                  | -                  | -                  | -           | -           | -           | 21     | 2      |
| 1924-1925         | Spezia            | PD                | 22         | 7          | -               | -               | -               | -                  | -                  | -                  | -           | -           | -           | 22     | 7      |
| 1925-1926         | Spezia            | SD                | 14         | 15         | -               | -               | -               | -                  | -                  | -                  | -           | -           | -           | 14     | 15     |
| 1926-1927         | Torino            | DN                | 26         | 19         | CI              | 2               | 6               | -                  | -                  | -                  | -           | -           | -           | 28     | 25     |
| 1927-1928         | Torino            | DN                | 33         | 23         | -               | -               | -               | -                  | -                  | -                  | -           | -           | -           | 33     | 23     |
| 1928-1929         | Torino            | PD                | 30         | 36         | -               | -               | -               | -                  | -                  | -                  | -           | -           | -           | 30     | 36     |
| 1929-1930         | Torino            | A                 | 33         | 17         | -               | -               | -               | -                  | -                  | -                  | -           | -           | -           | 33     | 17     |
| 1930-1931         | Torino            | A                 | 29         | 7          | -               | -               | -               | -                  | -                  | -                  | -           | -           | -           | 29     | 7      |
| 1931-1932         | Torino            | A                 | 30         | 17         | -               | -               | -               | -                  | -                  | -                  | -           | -           | -           | 30     | 17     |
| 1932-1933         | Torino            | A                 | 31         | 15         | -               | -               | -               | -                  | -                  | -                  | -           | -           | -           | 31     | 15     |
| 1933-1934         | Napoli            | A                 | 33         | 7          | -               | -               | -               | -                  | -                  | -                  | -           | -           | -           | 33     | 7      |
| 1934-1935         | Napoli            | A                 | 29         | 5          | -               | -               | -               | CEC                | 3                  | 0                  | -           | -           | -           | 32     | 5      |
| 1935-1936         | Napoli            | A                 | 28         | 9          | CI              | 2               | 2               | -                  | -                  | -                  | -           | -           | -           | 30     | 11     |
| 1936-1937         | Napoli            | A                 | 30         | 6          | CI              | 3               | 0               | -                  | -                  | -                  | -           | -           | -           | 33     | 6      |
| Totale Napoli     | Totale Napoli     | Totale Napoli     | 120        | 27         |                 | 5               | 2               |                    | 3                  | 0                  |             |             |             | 128    | 9      |
| 1937-1938         | Torino            | A                 | 7          | 1          | CI              | 2               | 3               | -                  | -                  | -                  | -           | -           | -           | 9      | 4      |
| Totale Torino     | Totale Torino     | Totale Torino     | 219        | 135        |                 | 4               | 9               |                    |                    |                    |             |             |             | 223    | 144    |
| 1938-1939         | Spezia            | B                 | 26         | 9          | CI              | 2               | 0               | -                  | -                  | -                  | -           | -           | -           | 28     | 9      |
| Totale Spezia     | Totale Spezia     | Totale Spezia     | 129        | 44         |                 | 2               | 0               |                    |                    |                    |             |             |             | 131    | 44     |
| 1939-1940         | Macerata          | C                 | 25         | 22         | CI              | 7               | 4               | -                  | -                  | -                  | -           | -           | -           | 32     | 26     |
| 1940-1941         | Macerata          | B                 | 30         | 8          | CI              | 1               | 1               | -                  | -                  | -                  | -           | -           | -           | 31     | 9      |
| Totale Maceratese | Totale Maceratese | Totale Maceratese | 55         | 30         |                 | 8               | 5               |                    |                    |                    |             |             |             | 63     | 35     |
| Totale carriera   | Totale carriera   | Totale carriera   | 523        | 236        |                 | 19              | 16              |                    | 3                  | 0                  |             |             |             | 545    | 252    |

### Cronologia presenze e reti in nazionale
| Cronologia completa delle presenze e delle reti in nazionale ― Italia | Cronologia completa delle presenze e delle reti in nazionale ― Italia | Cronologia completa delle presenze e delle reti in nazionale ― Italia | Cronologia completa delle presenze e delle reti in nazionale ― Italia | Cronologia completa delle presenze e delle reti in nazionale ― Italia | Cronologia completa delle presenze e delle reti in nazionale ― Italia | Cronologia completa delle presenze e delle reti in nazionale ― Italia | Cronologia completa delle presenze e delle reti in nazionale ― Italia |
| Data                                                                  | Città                                                                 | In casa                                                               | Risultato                                                             | Ospiti                                                                | Competizione                                                          | Reti                                                                  | Note                                                                  |
| --------------------------------------------------------------------- | --------------------------------------------------------------------- | --------------------------------------------------------------------- | --------------------------------------------------------------------- | --------------------------------------------------------------------- | --------------------------------------------------------------------- | --------------------------------------------------------------------- | --------------------------------------------------------------------- |
| 30-1-1927                                                             | Ginevra                                                               | Svizzera                                                              | 1 – 5                                                                 | Italia                                                                | Amichevole                                                            | 1                                                                     |                                                                       |
| 20-2-1927                                                             | Milano                                                                | Italia                                                                | 2 – 2                                                                 | Cecoslovacchia                                                        | Amichevole                                                            | -                                                                     |                                                                       |
| 24-4-1927                                                             | Colombes                                                              | Francia                                                               | 3 – 3                                                                 | Italia                                                                | Amichevole                                                            | -                                                                     |                                                                       |
| 25-3-1928                                                             | Roma                                                                  | Italia                                                                | 4 – 3                                                                 | Ungheria                                                              | Coppa Internazionale 1927-1930                                        | 1                                                                     |                                                                       |
| 15-4-1928                                                             | Oporto                                                                | Portogallo                                                            | 4 – 1                                                                 | Italia                                                                | Amichevole                                                            | -                                                                     |                                                                       |
| 22-4-1928                                                             | Gijón                                                                 | Spagna                                                                | 1 – 1                                                                 | Italia                                                                | Amichevole                                                            | -                                                                     |                                                                       |
| 29-5-1928                                                             | Amsterdam                                                             | Francia                                                               | 3 – 4                                                                 | Italia                                                                | Olimpiadi 1928 - Ottavi di finale                                     | 1                                                                     |                                                                       |
| 1-6-1928                                                              | Amsterdam                                                             | Spagna                                                                | 1 – 1 dts                                                             | Italia                                                                | Olimpiadi 1928 - Quarti di finale                                     | -                                                                     |                                                                       |
| 14-10-1928                                                            | Zurigo                                                                | Svizzera                                                              | 2 – 3                                                                 | Italia                                                                | Coppa Internazionale 1927-1930                                        | 2                                                                     |                                                                       |
| 11-11-1928                                                            | Roma                                                                  | Italia                                                                | 2 – 2                                                                 | Austria                                                               | Amichevole                                                            | -                                                                     |                                                                       |
| 3-3-1929                                                              | Bologna                                                               | Italia                                                                | 4 – 2                                                                 | Cecoslovacchia                                                        | Coppa Internazionale 1927-1930                                        | 3                                                                     |                                                                       |
| 7-4-1929                                                              | Vienna                                                                | Austria                                                               | 3 – 0                                                                 | Italia                                                                | Coppa Internazionale 1927-1930                                        | -                                                                     |                                                                       |
| 28-4-1929                                                             | Torino                                                                | Italia                                                                | 1 – 2                                                                 | Germania                                                              | Amichevole                                                            | 1                                                                     |                                                                       |
| Totale                                                                |                                                                       | Presenze                                                              | 13                                                                    |                                                                       | Reti (34º posto)                                                      | 9                                                                     |                                                                       |

## Palmarès

### Giocatore

#### Club
- Campionato italiano: 1 (revocato)

Torino: 1926-1927
- Campionato italiano: 1

Torino: 1927-1928

#### Nazionale
- Bronzo olimpico: 1

Amsterdam 1928
- Coppa Internazionale: 1

1927-1930

#### Individuale
- Capocannoniere di Divisione Nazionale: 1

Torino: 1928-1929 (36 gol)
- Capocannoniere della Coppa Internazionale: 1

1927-1930 (6 gol)

### Allenatore
- II Divisione: 1

U.R.S. La Chivasso: 1945-1946
- Coppa Regionale Federale di Torino: 1

U.R.S. La Chivasso: 1945-1946
- Serie C: 2

Macerata: 1939-1940
Ternana: 1942-1943